# Pholcus taishan
Espèce
Pholcus taishan est une espèce d'araignées aranéomorphes de la famille des Pholcidae.

## Distribution
Cette espèce est endémique du Shandong en Chine,.

## Description
Le mâle étudié par Huber en 2011 mesure 5,4 mm.

## Étymologie
Son nom d'espèce lui a été donné en référence au lieu de sa découverte, le Taishan.

## Publication originale
- Song, Zhu & Chen, 1999 : The Spiders of China. Hebei Science and Technology Publishing House, Shijiazhuang, p. 1-640.